# Kaina of the Great Snow Sea
Kaina of the Great Snow Sea (jap. 大雪海のカイナ Ōyukiumi no Kaina) ist eine Manga- und Anime-Serie, deren Konzept von Tsutomu Nihei entwickelt wurde. Der von Itoe Takemoto umgesetzte Manga startete 2022 und die Fernsehserie im Januar 2023. Im Oktober 2023 erschien außerdem ein Kinofilm. Der Manga wurde unter anderem ins Deutsche übersetzt.

## Inhalt
Die Welt wird langsam von einem immer weiter vorrückenden Schneemeer verschlungen. Die Reste der Menschheit verbringen ein hartes Leben in oder über dieser weißen Welt. Sie leben an den Wurzeln oder in den Stämmen und Kronen riesiger Bäumen, die weit in den Himmel und über die Atmosphäre reichen. Zufällig begegnet der junge Insekten-Jäger Kaina in den Kronen der Bäume Liliha, der Prinzessin des kleinen Atland inmitten des Schneemeeres. Er rettet sie und erfährt, dass sie sich auf die Reise gemacht hat, um in den Baumkronen den Weisen zu finden, der ihre Heimat retten soll. Atland muss sich gegen den Rivalen Belugia wehren, die ihnen das knappe Wasser und Land rauben und die Menschen versklaven wollen. So begibt sich Kaina mit ihr gemeinsam auf die gefährliche Reise zurück zu den Wurzeln der Bäume. Ihnen begegnen viele riesige Tiere und die Soldaten Belugias und Stück für Stück erfahren sie mehr über die Geheimnisse ihrer Welt.

## Veröffentlichungen
Das Konzept der Geschichte stammt von Tsutomu Nihei, der es für das Studio Polygon Pictures entwickelt hatte. Die Manga-Umsetzung von Itoe Takemoto erschien ab Februar 2022 im Magazin Gekkan Shōnen Sirius bei Kodansha. Im Juni 2024 wurde die Serie in dem Magazin abgeschlossen. Der Verlag brachte die Kapitel auch gesammelt in bisher drei Bänden heraus. Auf Deutsch erschien die Serie von Juli 2024 bis November 2024 vollständig bei Manga Cult. Die Übersetzung stammt von Christina Rinnerthaler. Bei Planet Manga erscheint eine italienische Fassung und beim amerikanischen Ableger von Kodansha eine englische.
Noch vor Start des Mangas wurde im Januar 2022 erstmals die Animeserie angekündigt. Sie entstand unter der Regie von Hiroaki Ando bei Polygon Pictures. Die Drehbücher schrieb Sadayuki Murai. Die künstlerische Leitung lag bei Kimiko Kubo und das Charakterdesign für die Animationen entwarfen Kyoko Kotani und Ryohei Fukushi. Die Tonarbeiten leitete Masanori Tsuchiya. Die elf Folgen wurden vom 12. Januar bis 23. März 2023 von Fuji TV in Japan gezeigt. Auf der Plattform Crunchyroll erfolgte parallel dazu die internationale Veröffentlichung per Streaming, unter anderem mit deutschen und englischen Untertiteln.
Am 13. Oktober 2023 kam in Japan außerdem ein Film zum Franchise in die Kinos. Der Film unter dem Titel Ōyukiumi no Kaina: Hoshi no Kenja entstand beim gleichen Team und wurde wie die Serie von Crunchyroll international veröffentlicht.

### Synchronisation
| Rolle    | japanischer Stimme (Seiyū) |
| -------- | -------------------------- |
| Liliha   | Rie Takahashi              |
| Kaina    | Yoshimasa Hosoya           |
| Yaona    | Ayumu Murase               |
| Amerote  | Maaya Sakamoto             |
| Olinoga  | Katsuyuki Konishi          |
| Ngapoji  | Tomokazu Sugita            |
| Handagil | Nobuyuki Hiyama            |
| Halesola | Kenyū Horiuchi             |

### Musik
Die Musik der Serie komponierten Kohta Yamamoto und Misaki Umase. Das Vorspannlied ist Telepath von Yorushika und für den Abspann verwendete man das Lied Juvenile von Greeeen.